# مولي دريك
مولي دريك (بالإنجليزية: Molly Drake)‏ (5 نوفمبر 1915، يانغون في ميانمار - 4 يونيو 1993 في المملكة المتحدة)؛ كاتِبة، مؤلِّفة أغانٍ، موسيقية وشاعرة بريطانية.

## روابط خارجية
- مولي دريك على موقع IMDb (الإنجليزية)
- مولي دريك على موقع ميوزك برينز (الإنجليزية)
- مولي دريك على موقع ديسكوغز (الإنجليزية)